# Gassino Torinese
 Gassino Torinese (piemonti nyelven  Gasso ) egy település Olaszországban, Torino megyében.

## Elhelyezkedése

Gassino Torinese község Torino megye térképén

A vele határos települések: Castiglione Torinese, Montaldo Torinese,  Pavarolo, Rivalba, San Raffaele Cimena, Sciolze és Settimo Torinese.

## Látványosságok
Gassino Torinese  alaprajza eredetileg egy kör alapú korona volt, amelyet árok vett körül.  
Ezen belül találjuk a legfontosabb látványosságokat: a Confraternita dello Spirito Santo templomot, egy 14. századi házat, és a Városházát, amely belsejében találunk pár 13. századi szobrot.

## Fordítás
- Ez a szócikk részben vagy egészben  a    Gassino Torinese című olasz Wikipédia-szócikk fordításán alapul.  Az eredeti cikk szerkesztőit annak laptörténete sorolja fel. Ez a jelzés csupán a megfogalmazás eredetét és a szerzői jogokat jelzi, nem szolgál a cikkben szereplő információk forrásmegjelöléseként.